# Albert Delpit
Albert Delpit, född 30 januari 1849, död 5 januari 1893, var en fransk skald, bror till Édouard Delpit.
Delpit skrev efter poetiska försök i ungdomen, naturalistiska romaner, bland annat Le fils de Coralie (1879) och Mademoiselle de Bressier (1886). Delpit skrev även dramatiska arbeten såsom Les Maucroix (1883), men hade föga framgång inom genren.